# Distretto di Horowhenua
Il distretto di Horowhenua è un'autorità territoriale della Nuova Zelanda che si trova entro i confini della regione di Manawatu-Wanganui, sulla costa occidentale dell'Isola del Nord. La sede del Consiglio distrettuale si trova nella città di Levin.
Al contrario di quasi tutti gli altri distretti, quello di Horowhenua ha una sua forte identità, nel senso che è spesso considerato al pari di una vera e propria regione invece che come facente parte della regione di Manawatu-Wanganui.
Il capoluogo, Levin, ha circa 19 000 abitanti (circa i due terzi dei residenti nell'intero Distretto); altri centri sono Foxton, Shannon e Tokomaru.

## Economia
La maggior parte del territorio anni fa era un'enorme zona umida, in cui si coltivava estensivamente il lino. Nel corso degli anni esso venne progressivamente drenato e convertito alla produzione agricola tradizionale, con un terreno che è un misto di limo e torba. Con l'aiuto delle locali popolazioni Maori, comunque, alcune aree sono tornate al loro stato di zona umida, specialmente quelle intorno al lago Horowhenua.
Oggi l'economia del Distretto si basa sull'agricoltura, soprattutto sulla produzione e lavorazione del latte e della lana, ma vi sono anche industrie tessili e alimentari.

## Pozzi artesiani
Nel Distretto si trova una gran quantità di pozzi artesiani, soprattutto nella parte settentrionale vicino ad Opiki. Questi pozzi sono separati verticalmente da strati di materiale non permeabile, e hanno la particolarità di essere "in pressione": la pressione naturale cui sono sottoposti crea un getto che può anche superare i 2 metri d'altezza. Queste falde si trovano ad una profondità variabile fra i 30 e i 60 metri.